# Masakr v Kostelci nad Černými lesy
Masakr v Kostelci nad Černými lesy se odehrál v březnu 1988 v Kostelci nad Černými lesy. Jednadvacetiletý Jiří Zouhar při něm nejprve zastřelil nápadníka své milenky a poté v jiné části obce zavraždil i svou milenku a další tři členy její rodiny. 
Nejprve v domě zavraždil šestapadesátiletého nápadníka své milenky. Zároveň mu ukradl čtyři lovecké pušky a náboje do nich. Po první vraždě přešel do jiného domu v obci, ve kterém se nacházela jeho milenka, její matka a její dvě děti. Všechny čtyři osoby na místě zavraždil. Posléze spáchal sebevraždu. Motivem vražd měla být žárlivost.
Pachateli bylo v době útoku 21 let. Za násilnou trestnou činnost byl před činem v minulosti dvakrát trestán.